# Amir (nome arabo)
Amir (in alfabeto arabo: آمر, traslitterato anche Aamir) è un nome proprio di persona arabo maschile.

## Varianti
- Femminili: أميرة (Amirah, Amira)[1]

### Varianti in altre lingue
- Bosniaco: Emir[1], Amir[1]
  - Femminili: Emira[3]
- Indonesiano: Amir[1]
- Kazako: Әмір (Ámir)[1]
- Malese: Amir[1]
- Persiano: امیر (Amir)[1]
- Turco: Emir[1]
- Urdu: امیر (Amir)[1]

## Origine e diffusione
Riprende il titolo nobiliare أمير (Amīr), che significa "comandante", "capo", "sovrano", "principe". 
Va notato che questo nome coincide con Amir, un nome ebraico omografo, ma ben distinto.

## Onomastico
Non esistono santi che portano questo nome, che quindi è adespota. L'onomastico può essere festeggiato in occasione di Ognissanti, il 1º novembre.

## Persone
- Amir, rapper italiano
- Amir Abrashi, calciatore svizzero
- Amir Amini, cestista iraniano

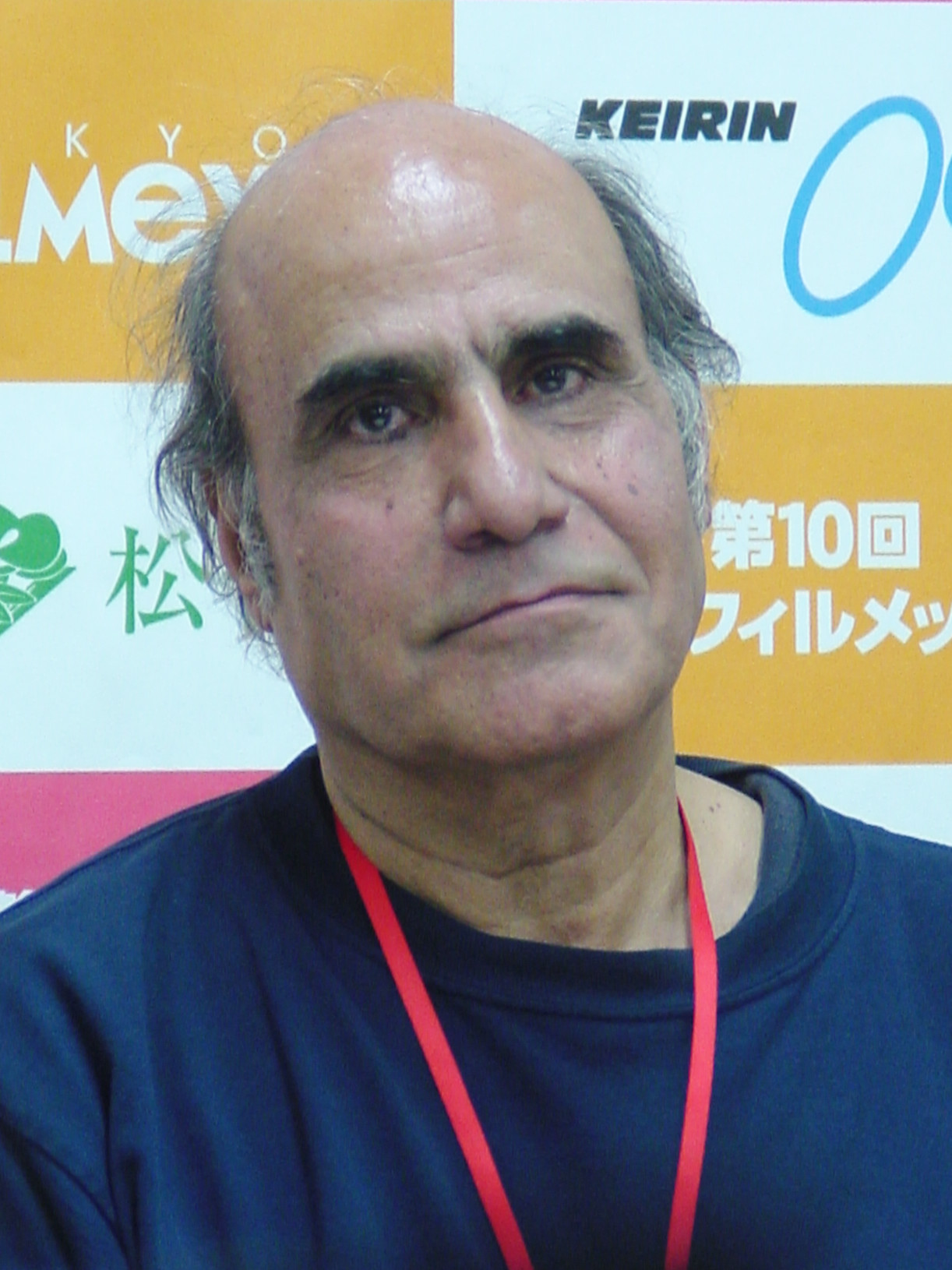
Amir Naderi

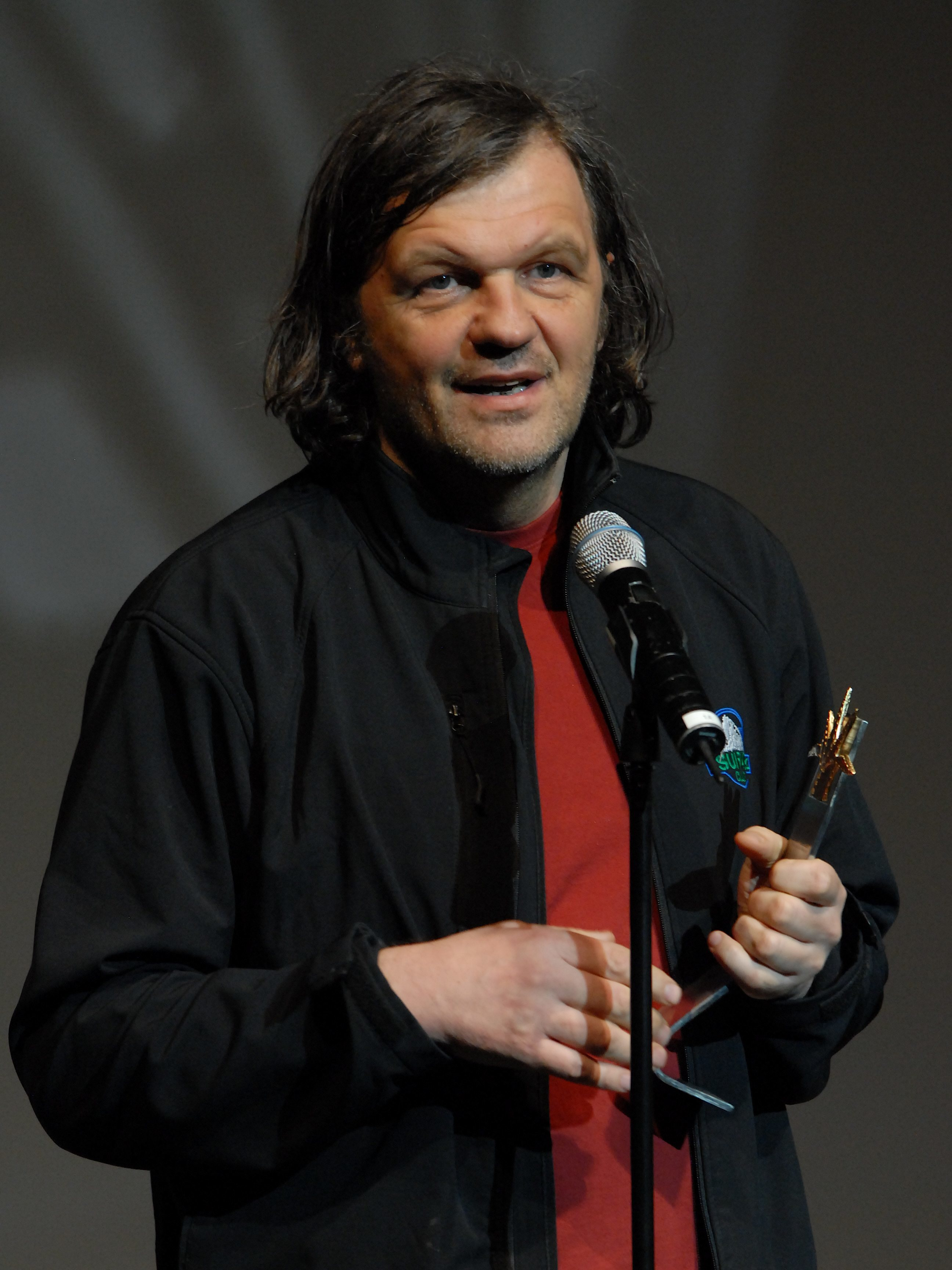
Emir Kusturica

- Amir Hadj Massaoued, calciatore tunisino
- Amir Hoxha, cantante albanese
- Amir Johnson, cestista statunitense
- Amir Karič, calciatore sloveno
- Amir Khadir, politico canadese
- Amir Khan, pugile inglese
- Amir Khusrow, poeta indiano
- Amir Mahdi, alpinista pakistano
- Amir Naderi, regista, sceneggiatore e fotografo iraniano
- Amir Hossein Sadeqi, calciatore iraniano

### Variante Aamir
- Aamir Khan, attore, produttore cinematografico, regista e sceneggiatore indiano
- Aamir Zaki, chitarrista pakistano

### Variante Emir
- Emir Bajrami, calciatore svedese
- Emir Halimić, cestista bosniaco
- Emir Kusturica, regista, musicista e sceneggiatore jugoslavo e serbo
- Emir Mkademi, calciatore tunisino
- Emir Mutapčić, cestista e allenatore di pallacanestro bosniaco
- Emir Preldžič, cestista sloveno
- Emir Šišić, militare serbo
- Emir Spahić, calciatore bosniaco

### Varianti femminili
- Ameera al-Taweel, principessa saudita
- Amira Casar, attrice francese
- Amirah Vann, attrice statunitense